# Șipai
Șipai a fost inițial denumirea dată unui infanterist profesionist indian, de obicei înarmat cu o muschetă, din armatele Imperiului Mogul.
În secolul al XVIII-lea, Compania Franceză a Indiilor de Est și omoloagele europene au angajat soldați localnici în India, constând în principal din infanterie, denumiți „șipai”. Cea mai mare parte a acestei forțe, antrenate în stil european, a fost cea aparținând Companiei Britanice a Indiilor de Est.
Termenul de „șipai” este încă folosit în armata nepaleză, armata indiană și armata pakistaneză, unde denotă gradul de soldat.

## Etimologie
În persană, اسپ (Aspa) înseamnă cal și Ispahai este cuvântul pentru călăreți. Termenul șipai este derivat din cuvântul persan sepāhī (سپاهی), cu sensul tradițional de „infanterist” în Imperiul Mogul. În Imperiul Otoman, termenul sipahi a fost folosit pentru denumi călăreții.

## Unitate
Șipaii Imperiului Mogul erau infanteriști, de obicei înarmați cu o muschetă și un talwar, deși uneori operau și piese de artilerie și chiar rachete. Ei purtau culorile „Marelui Mogul” și, uneori, foloseau elefanți de război pentru transport.
Compania Franceză a Indiilor de Est a fost prima care a angajat șipai recrutați la nivel local în timpul Războaielor Carnatice. În curând, alte puteri europene a făcut același lucru, pentru a-și proteja interesele.
Cea mai comună utilizare a termenului șipai a fost în Armata Indiană Britanică și, mai înainte, în armata Companiei Britanice a Indiilor de Est, unde reprezenta un soldat de infanterie. Un soldat de cavalerie era numit sowar.

## Istoric

### Imperiul mogul

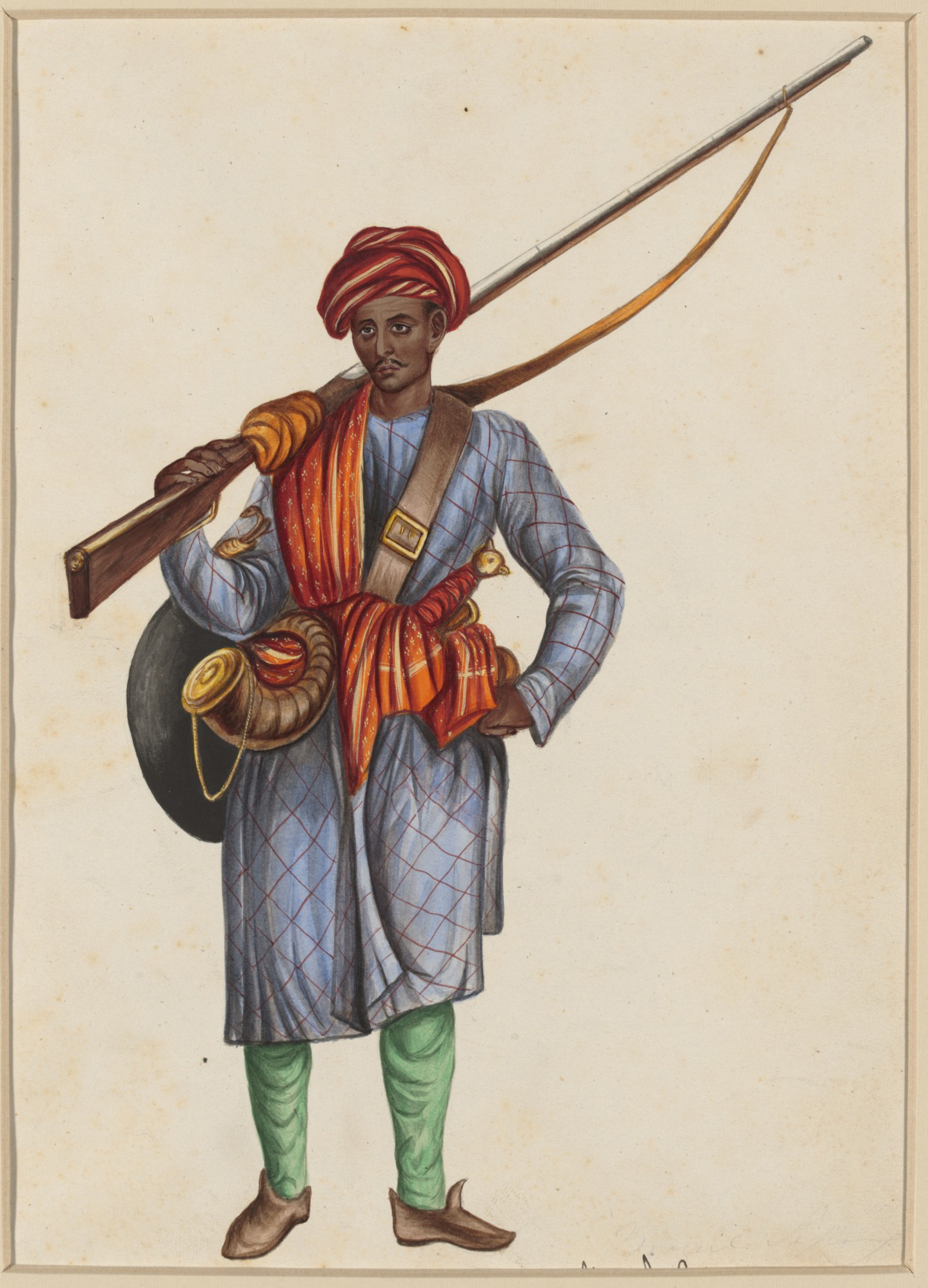
Un șipai mogul, sub comanda lui Mirza Muhammad Khan.
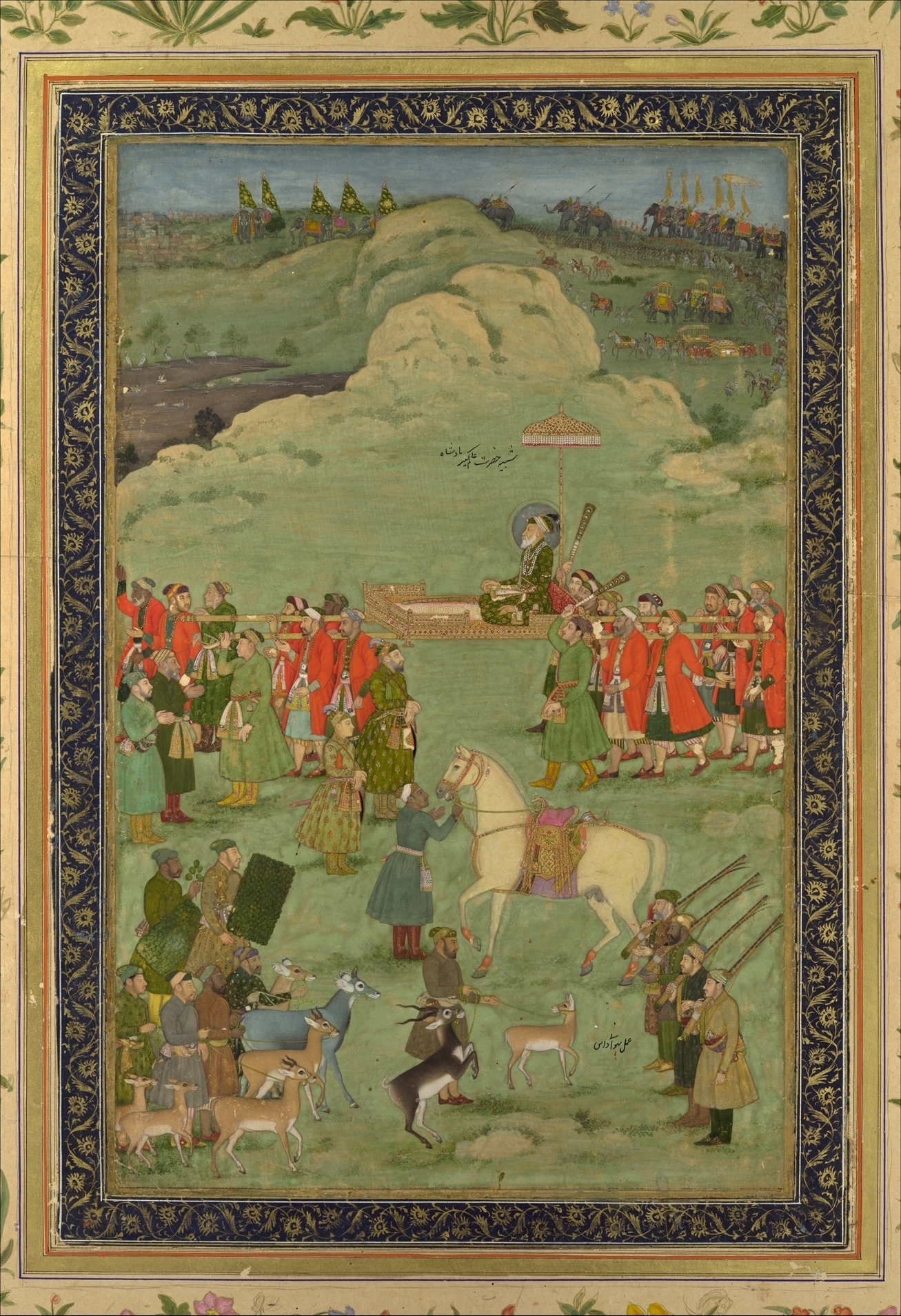
Împăratul Mogul Aurangzeb conduce ultima lui expediție (1705), (coloana de șipai vizibilă în partea din dreapta jos).

Un Sipahi sau un șipai era un infanterist înarmat cu muschetă în armata Imperiului Mogul. 
Șipaii de la început erau înarmați cu pumnale, talware și puști. De la mijlocul la sfârșitul secolului al XVII-lea, au început să utilizeze forme mai moderne de muschete și chiar rachete. Acești șipai operau și montau piese de artilerie pe elefanți de război, care erau folosiți pentru transport, tracțiunea artileriei și în luptă.
Șipaii au devenit mai vizibili atunci când au obținut arme europene și au luptat pentru diverse părți fragmentate ale Imperiului Mogul în timpul Războaielor Carnatice și Războiului din Bengal. Ulterior, importanța locală a șipailor s-a diminuat și aceștia au fost înlocuiți de „șipaii angajați de europeni”.

### Șipai în armata britanică

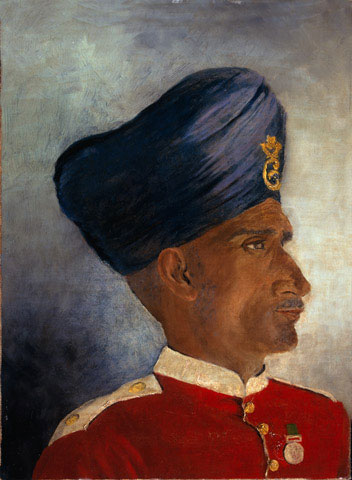
Șipai al infanteriei indiene, circa 1900.
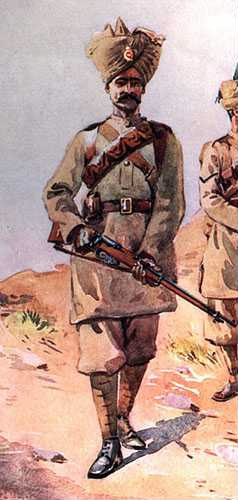
Șipai al armatei indiene la începutul secolului al XX-lea, purtând o kurta.

Compania Indiilor de Est a recrutat inițial indieni din comunitățile locale din președințiile Madras și Bombay. S-a pus accent pe recruți înalți și cu aspect ostășesc, definit în sens larg ca fiind „din casta protrivită și de mărime suficientă”. Cu toate acestea, în armata bengaleză recrutarea a fost numai din castele înalte din comunitățile Brahman și Rajput, în principal din prezentele regiuni Uttar Pradesh și Bihar. Recrutarea a fost efectuată la nivel local de către batalioane sau regimente de multe ori din aceeași comunitate, sate și chiar familii. Comandantul de batalion a devenit o formă de substitut pentru șeful satului sau gaon bura. El era mai baap sau „tatăl și mama” indienilor care constituiau paltan (însemnând „pluton”). Erau multe legături familiale și comunitare printre trupe și numeroase cazuri în care membrii familiei se înrolau în același batalion sau regiment. Onoarea unității (izzat, „onoare”) era reprezentată de culorile regimentului. Șipaii noi erau nevoiți să depună un jurământ în fața culorilor la înrolare. Aceste culori erau păstrate în garda de onoare și frecvent defilate în fața soldaților, motivându-i spre luptă. Jurământul de fidelitate către șipai era către Compania Indiei de Est și includea un angajament de fidelitate față de sarea pe care o mâncau.
Salariul șipailor angajați de Compania Indiilor de Est nu erau în mod substanțial mai mari decât cele plătite de către conducătorii statelor indiene, dar erau de obicei plătite în mod regulat. Erau posibile avansuri, iar familiilor le erau oferite alocații atunci când trupele serveau în străinătate. Exista un comisariat și erau furnizate rații regulate. Armele, îmbrăcămintea și muniția erau furnizate la nivel central, spre deosebire de regii locali, ai căror șipai erau plătiți de multe ori cu întârziere. În plus, conducătorii locali se așteptau ca soldații indieni să se înarmeze și să se susțină singuri prin jaf.
După răscoala șipailor din 1857, regimentele rămase din Compania Indiilor de Este au fost comasate într-o nouă armată indiană sub controlul direct al Coroanei Britanice. Denumirea de „șipai” a fost păstrată pentru soldații indieni sub rangul de lance naik, cu excepția cavaleriei, unde echivalentul era sowar.

### Șipai în armata franceză
După formarea Companiei Franceze a Indiilor de Est (Compagnie des Indes) în 1719, companiile de șipai din India (cipayes) au fost recrutate pentru a spori forțele franceze și trupele de mercenari elvețieni disponibile. Până în 1720, armata franceză conținea aproximativ 10.000 de șipai. Deși mult mai redusă în număr după înfrângerea decisivă în India la Bătălia de la Wandewash în 1760, Franța a continuat să mențină un corp militar de șipai indieni (corps militaire des cipayes de l'Inde) în Puducherry, până când acesta a fost desființat și înlocuit cu o jandarmerie recrutată local în 1898. 

### Șipai în armata portugheză
Șipaii au fost recrutați și în India portugheză. Termenul cipaio (șipai) a fost utilizat de către portughezi și pentru soldații africani din Angola, Mozambic și Guineea portugheză și pentru ofițerii de poliție rurală africani. Cipaios din Angola au furnizat o parte din garnizoana din Goa în ultimii ani din regimul portughez pe teritoriul Indian.

## Șipai contemporani
Termenul de „șipai” este încă folosit în armata nepaleză, armata indiană și armata pakistaneză, unde denotă gradul de soldat.

## Alte utilizări
Zipaio, versiunea bască a cuvântului, este folosit de naționaliștii basci de stânga ca o insultă pentru membrii poliției basce, sugerând că aceștia nu sunt o poliție națională pentru regiunea bască din cauza legăturii cu guvernul spaniol.
În țări America Latină, mai ales în Argentina, cuvântul cipayo a fost folosit istoric ca peiorativ colocvial care face referire la persoane considerate ca servind interese străine, spre deosebire de propria lor țară.